# Coupe Gagarine
La Coupe Gagarine (en russe : Кубок Гагарина, Koubok Gagarina) est un trophée de hockey sur glace. Elle est attribuée annuellement au vainqueur des séries éliminatoires de la Ligue continentale de hockey (en russe : Континентальная хоккейная лига, Kontinentalnaïa khokkeïnaïa liga ; en abrégé КХЛ, KHL). Baptisée en l'honneur de Youri Gagarine, le premier homme à voyager dans l'espace, elle est décernée pour la première fois le 12 avril 2009 pour la saison inaugurale de la KHL.

## Liste des vainqueurs
| Année     | Champion | Finaliste                                                                                                   | Résultat de la série                                                                                        |
| --------- | --- | --- | --- |
| 2008-2009 | Ak Bars Kazan (1)                                                                                           | Lokomotiv Iaroslavl                                                                                         | 4-3 |
| 2009-2010 | Ak Bars Kazan (2)                                                                                           | HK MVD | 4-3 |
| 2010-2011 | Salavat Ioulaïev Oufa (1)                                                                                   | Atlant Mytichtchi                                                                                           | 4-1 |
| 2011-2012 | Dinamo Moscou (1)                                                                                           | Avangard Omsk                                                                                               | 4-3 |
| 2012-2013 | Dinamo Moscou (2)                                                                                           | Traktor Tcheliabinsk                                                                                        | 4-2 |
| 2013-2014 | Metallourg Magnitogorsk (1)                                                                                 | HC Lev Prague                                                                                               | 4-3 |
| 2014-2015 | SKA Saint-Pétersbourg (1)                                                                                   | Ak Bars Kazan                                                                                               | 4-1 |
| 2015-2016 | Metallourg Magnitogorsk (2)                                                                                 | CSKA Moscou                                                                                                 | 4-3 |
| 2016-2017 | SKA Saint-Pétersbourg (2)                                                                                   | Metallourg Magnitogorsk                                                                                     | 4-1 |
| 2017-2018 | Ak Bars Kazan (3)                                                                                           | CSKA Moscou                                                                                                 | 4-1 |
| 2018-2019 | CSKA Moscou (1)                                                                                             | Avangard Omsk                                                                                               | 4-0 |
| 2019-2020 | Les séries éliminatoires de la KHL sont annulées lors du deuxième tour en raison de la pandémie de Covid-19 | Les séries éliminatoires de la KHL sont annulées lors du deuxième tour en raison de la pandémie de Covid-19 | Les séries éliminatoires de la KHL sont annulées lors du deuxième tour en raison de la pandémie de Covid-19 |
| 2020-2021 | Avangard Omsk (1)                                                                                           | CSKA Moscou                                                                                                 | 4-2 |
| 2021-2022 | CSKA Moscou (2)                                                                                             | Metallourg Magnitogorsk                                                                                     | 4-3 |
| 2022-2023 | CSKA Moscou (3)                                                                                             | Ak Bars Kazan                                                                                               | 4-3 |
| 2023-2024 | Metallourg Magnitogorsk (3)                                                                                 | Lokomotiv Iaroslavl                                                                                         | 4-0 |
| 2024-2025 | Lokomotiv Iaroslavl (1)                                                                                     | Traktor Tcheliabinsk                                                                                        | 4-1 |

## Apparitions
Le tableau ci-dessous donne les statistiques des équipes ayant joués des matchs de la Coupe Gagarine. Les équipes n'ayant jamais disputé de finale de Coupe Gagarine ne sont pas indiquées.
| Équipe                  | V | D | Total | Années des victoires | Années des défaites |
| ----------------------- | - | - | ----- | -------------------- | ------------------- |
| CSKA Moscou             | 3 | 3 | 6     | 2019, 2022, 2023     | 2016, 2018, 2021    |
| Ak Bars Kazan           | 3 | 2 | 5     | 2009, 2010, 2018     | 2015, 2023          |
| Metallourg Magnitogorsk | 3 | 2 | 5     | 2014, 2016, 2024     | 2017, 2022          |
| Dinamo Moscou           | 2 | 0 | 2     | 2012, 2013           | -                   |
| SKA Saint-Pétersbourg   | 2 | 0 | 2     | 2015, 2017           | -                   |
| Avangard Omsk           | 1 | 2 | 3     | 2021                 | 2012, 2019          |
| Lokomotiv Iaroslavl     | 1 | 2 | 3     | 2025                 | 2009, 2024          |
| Salavat Ioulaïev Oufa   | 1 | 0 | 1     | 2011                 | -                   |
| Traktor Tcheliabinsk    | 0 | 2 | 2     | -                    | 2013, 2025          |
| HK MVD                  | 0 | 1 | 1     | -                    | 2010                |
| Atlant Mytichtchi       | 0 | 1 | 1     | -                    | 2011                |
| HC Lev Prague           | 0 | 1 | 1     | -                    | 2014                |